# Димче Хаджикочов
Димитър (Димче) Хаджикочов е български възрожденски търговец и общественик от Македония.

## Биография
Димче Хаджикочов е роден в 1850 година в Прилеп, тогава в Османската империя. Взима активно участие в борбата за църковна независимост и в националноосвободително движение на българите по време на Възраждането в родния си град. Заради водената от него активност местните власти го принуждават да емигрира в България. Преселва се в Свободна България в 1881 година. В България взима участие в дейността на македоно-одринската емиграция. Делегат е на Шестия конгрес на Македонската организация.
Умира в София на 12 декември 1930 година.

## Дарителство
Преди смъртта си, на 1 април 1930 година Хаджикочов прави завещание, в което иска учредяване на фонд при Прилепското братство на стойност 150 000 лева, който да носи неговото име и името на съпругата му София Хаджикочова. Целта на фонда е откупуването на едно от помещенията на Македонския културен дом, което да остане за ползване от Прилепското благотворително братство. Парите са внесени в Македонската народна банка като към 24 декември 1930 година те са 100 000, а към 1931 година - 50 000. Прилепското братство прехвърля фонда на Македонския научен институт за изграждането на Македонския културен дом.